# Australian Open 2019 - Doppio maschile in carrozzina
Stéphane Houdet e Nicolas Peifer erano i detentori del titolo, ma Pfeifer ha deciso di non partecipare. Houdet ha partecipato in coppia con Ben Weekes, ma i due hanno perso in finale contro Joachim Gérard e Stefan Olsson con il punteggio di 6–3, 6–2.

## Teste di serie
1. Alfie Hewett /  Gordon Reid (semifinale)

1. Joachim Gérard /  Stefan Olsson (campioni)

## Tabellone

### Legenda
| - Q = Qualificato - WC = Wild card - LL = Lucky loser | - ALT = Alternate - SE = Special Exempt - PR = Protected Ranking | - w/o = Walkover - r = Ritirato - d = Squalificato |

|  | Semifinali | Semifinali                       | Semifinali                       | Semifinali | Semifinali |  |  | Finale | Finale                       | Finale                       | Finale | Finale |  |
|  |            |                                  |                                  |            |            |  |  |        |                              |                              |        |        |  |
|  | 1          | Alfie Hewett Gordon Reid         | Alfie Hewett Gordon Reid         | 2          | 5          |  |  |        |                              |                              |        |        |  |
|  |            | Stéphane Houdet Ben Weekes       | Stéphane Houdet Ben Weekes       | 6          | 7          |  |  |        | Stéphane Houdet Ben Weekes   | Stéphane Houdet Ben Weekes   | 3      | 2      |  |
|  |            | Gustavo Fernández Shingo Kunieda | Gustavo Fernández Shingo Kunieda | 2          | 6(4)       |  |  | 2      | Joachim Gérard Stefan Olsson | Joachim Gérard Stefan Olsson | 6      | 6      |  |
|  | 2          | Joachim Gérard Stefan Olsson     | Joachim Gérard Stefan Olsson     | 6          | 7          |  |  |        |                              |                              |        |        |  |